# 제로요소
제로요소는 수학에서 0 원소(요소,성분)는 다른 대수적 구조에 대한 0의 일반화 중 하나이다. 이러한 대체적인 의미는 문맥에 따라 같은 것으로 축소되거나 축소되지 않을 수도 있다. 그리고 이와 같은 맥락에서 0은 기수법에서의 0을 의미하거나 이진법이나 16진법 그리고 불 대수에서의 0일 수도 있다.

## 여러 대수구조에서의 0
- 환에서의 기초적 성질에서, 환 {\displaystyle R}의 임의의 원소 {\displaystyle a\in R}에 대하여, 다음이 성립한다.

{\displaystyle 0a=a0=0}
- 모듈

- 벡터공간

- 행렬

- 부울대수

- 진수

{\displaystyle 0}은 모든 진법에 사용된다.
십진법에 따라 표기된 1040은 다음과 같은 의미를 지닌다.
{\displaystyle 1040=1\times 10^{3}+0\times 10^{2}+4\times 10^{1}+0\times 10^{0}}
즉, 같은 숫자라 할 지라도 놓인 자리에 따라 의미하는 값이 다르다. 0은 십진법에서 자릿수를 표시하는 중요한 역할을 한다.

## 같이 보기
- 기수법
- 제로 행렬